# Jan Frans van Bloemen
Jan Frans van Bloemen, flamski slikar, * 1662, Antwerpen, † 1749, Rim.
Najbolj je znan po slikah pokrajin. Živel je večinoma v Italiji. Tudi njegova brata Pieter in Norbert sta bila znana slikarja.